# 桓蔚
桓蔚，表字不詳，譙國龍亢（今安徽懷遠）人。東晉輔國將軍桓祕之子。

## 生平
桓蔚是桓祕的兒子，官至散騎常侍、遊擊將軍。後來桓玄篡晉建楚，便以桓蔚為醴陵王。在后来的战斗中，桓蔚败于鲁宗之、何无忌，最后投奔后秦。